# Shorttrack-Weltmeisterschaften 2016
Die Shorttrack-Weltmeisterschaften 2016 fanden vom 11. bis zum 13. März 2016 im Mokdong Ice Rink in Seoul statt.

## Sieger

### Medaillenspiegel
| Rang   | Land                   | Gold | Silber | Bronze | Gesamt |
| ------ | ---------------------- | ---- | ------ | ------ | ------ |
| 1      | Volksrepublik China    | 5    | 2      | 2      | 9      |
| 2      | Südkorea               | 3    | 2      | 2      | 7      |
| 3      | Kanada                 | 2    | 6      | 2      | 10     |
| 4      | Ungarn                 | 1    | 1      | 2      | 4      |
| 5      | Niederlande            | 1    | 0      | 0      | 1      |
| 6      | Vereinigtes Königreich | 0    | 1      | 3      | 4      |
| 7      | Russland               | 0    | 0      | 1      | 1      |
| Gesamt | Gesamt                 | 12   | 12     | 12     | 36     |

### Männer
| Disziplin      | Gold                                                            | Gold         | Silber                                                                     | Silber       | Bronze                                                    | Bronze       |
| -------------- | --------------------------------------------------------------- | ------------ | -------------------------------------------------------------------------- | ------------ | --------------------------------------------------------- | ------------ |
| Mehrkampf      | Han Tianyu Volksrepublik China                                  | 68 Punkte    | Charles Hamelin Kanada                                                     | 48 Punkte    | Sándor Liu Shaolin Ungarn                                 | 41 Punkte    |
| 500 m          | Sándor Liu Shaolin Ungarn                                       | 41,046 s     | Wu Dajing Volksrepublik China                                              | 41,066 s     | Shaoang Liu Ungarn                                        | 40,965 s     |
| 1000 m         | Charles Hamelin Kanada                                          | 1:24,436 min | Samuel Girard Kanada                                                       | 1:24,787 min | Wu Dajing Volksrepublik China                             | 1:24,868 min |
| 1500 m         | Han Tianyu Volksrepublik China                                  | 2:17,355 min | Shaoang Liu Ungarn                                                         | 2:17,470 min | Park Se-Yeong Südkorea                                    | 2:17,582 min |
| 3000 m         | Han Tianyu Volksrepublik China                                  | 4:49,450 min | Park Se-yeong Südkorea                                                     | 4:49,939 min | Charles Hamelin Kanada                                    | 4:50,314 min |
| 5000-m-Staffel | Volksrepublik China Xu Hongzhi Han Tianyu Shi Jingnan Wu Dajing | 7:05,539 min | Kanada Charle Cournoyer Alexander Fathoullin Samuel Girard Charles Hamelin | 7:05,622 min | Südkorea Park Se-Yeong Kwak Yoon-Gy Seo Yi-ra Park Ji-won | 7:05,652 min |

### Frauen
| Disziplin      | Gold                                                                    | Gold         | Silber                                                                     | Silber       | Bronze                                                                                  | Bronze       |
| -------------- | ----------------------------------------------------------------------- | ------------ | -------------------------------------------------------------------------- | ------------ | --------------------------------------------------------------------------------------- | ------------ |
| Mehrkampf      | Choi Min-jeong Südkorea                                                 | 66 Punkte    | Marianne St-Gelais Kanada                                                  | 63 Punkte    | Elise Christie Vereinigtes Königreich                                                   | 47 Punkte    |
| 500 m          | Fan Kexin Volksrepublik China                                           | 43,258 s     | Marianne St-Gelais Kanada                                                  | 43,317 s     | Qu Chunyu Volksrepublik China                                                           | 43,389 s     |
| 1000 m         | Choi Min-jeong Südkorea                                                 | 1:31,465 min | Elise Christie Vereinigtes Königreich                                      | 1:31,980 min | Kasandra Bradette Kanada                                                                | 1:32,607 min |
| 1500 m         | Marianne St-Gelais Kanada                                               | 2:34,775 min | Choi Min-jeong Südkorea                                                    | 2:34,470 min | Elise Christie Vereinigtes Königreich                                                   | 2:34,656 min |
| 3000 m         | Suzanne Schulting Niederlande                                           | 4:57,883 min | Guo Yihan Volksrepublik China                                              | 4:58,690 min | Elise Christie Vereinigtes Königreich                                                   | 5:14,360 min |
| 3000-m-Staffel | Südkorea Noh Do-hee Choi Min-jeong Lee Eun-Byul Shim Suk-hee Kim A-lang | 4:19,545 min | Kanada Marianne St-Gelais Valérie Maltais Audrey Phaneuf Kasandra Bradette | 4:20,193 min | Russland Sofja Proswirnowa Jekaterina Jefremenkowa Emina Malagitsch Jewgenija Sacharowa | 4:24,945 min |